# Жюлиа, Гастон Морис
Гастон Морис Жюлиа (Жолиа, фр. Gaston Maurice Julia; 3 февраля 1893, Сиди-Бель-Аббес, Алжир — 1 марта 1978, Париж, Франция) — французский математик, открывший множество Жюлиа. В 1970-х годах его работы популяризировал Бенуа Мандельброт из IBM.
Исследовал и получил результаты в теории конформных отображений и их применениях к функциональным уравнениям. Занимался теорией гильбертовых пространств, в которой разработал некоторые вопросы (проблема моментов).

## Биография
В 1914 году окончил Высшую нормальную школу в Париже. Участвовал на стороне Франции в Первой мировой войне, где искалечил нос, поэтому носил кожаную повязку на лице, другую часть носа хранил. В 1918 году опубликовал статью «Mémoire sur l’itération des fonctions rationnelles» («Записка о приближении рациональных функций») об итерации из рациональной функции. Статья стала популярной. 
В 1919—1928 годах преподавал там же (с 1923 года — профессор). С 1920 года преподавал на Парижском факультете наук (в 1925—1964 годах — профессор, с 1965 года — заслуженный профессор). В 1924 году описал множество Жюлиа. 
В 1936—1964 годах работал в Политехнической школе в Париже (математический анализ, геометрия, механика). Занимался линейной алгеброй, теорией функций комплексного переменного, функциональным анализом, теорией функциональных уравнений, дифференциальной геометрией, историей математики.

## Награды
Жюлиа получил гран-при по математическим наукам Французской академии наук в 1918 году.